# Okutadami-Talsperre
Die Okutadami-Talsperre (jap. 奥只見ダム, Okutadami-damu) ist eine Talsperre am Tadami in Japan. Die Gewichtsstaumauer aus Beton steht 26 km östlich von Uonuma an der Grenze zwischen den beiden Präfekturen Niigata und Fukushima. Der Hauptzweck der Talsperre ist Stromerzeugung in einem Wasserkraftwerk, das mit seiner Nennleistung von 560 MW eines der größten in Japan ist (ohne Pumpspeicherkraftwerke). Auch der Stausee ist einer der größten in Japan, nach dem von Tokuyama.

## Geschichte
In der ersten Bauphase wurde ein 360-MW-Kraftwerk fertiggestellt und am 2. Dezember 1960 in Betrieb genommen. Die restlichen Bauarbeiten endeten 1961. Zwischen 1999 und 2003 wurde die Anlage erweitert, indem zusätzlich 200 MW Leistung installiert wurden. Außerdem wurde ein 2,7-MW-Generator hinzugefügt, um aus Umweltgründen einem Mindestabfluss von 2,5 m³/s sicherzustellen.

## Technische Daten
Das  Okutadami-Absperrbauwerk ist eine 157 m hohe und 475 m lange Staumauer mit einem Betonvolumen von 1,636 Mio. m³. Sie steht am Ende eines 595 km² großen Einzugsgebietes und erzeugt einen Stausee mit 601 Mio. m³ Stauinhalt, von denen 458 Mio. m³ Nutzraum sind. Die Wasseroberfläche ist 1150 ha groß. Das Kraftwerk ist unterirdisch am rechten Flussufer unterhalb der Talsperre untergebracht. Es besteht aus zwei unterirdischen Kavernen, eine für das ursprüngliche Kraftwerk und eine für die Erweiterung. Das Wasser für das alte Kraftwerk fließt hinter dem Einlaufbauwerk durch drei 185 bis 189 m lange Druckrohre, bevor jedes eine eigene 120-MW-Francis-Turbine mit Generator erreicht. Der neuere 200-MW-Francis-Turbinen-Generator erhält sein Wasser durch ein 280 m langes Druckrohr. Nachdem das Wasser die Generatoren passiert hat, fließt es durch zwei Ablassstollen, bevor es 3 km flussabwärts zum oberen Ende des Otori-Stausees abgelassen wird.
Die hydraulische Fallhöhe beträgt 170 m für die drei 120-MW-Einheiten und 164,2 m für die 200-MW-Einheit.